# Im Nin'alu
Cette page contient des caractères spéciaux ou non latins. S’ils s’affichent mal (▯, ?, etc.), consultez la page d’aide Unicode.
Singles de Ofra Haza
Broken Days
(1985) Galbi
(1988)
Im Ninʿalu ((he)אם ננעלו) est un poème en hébreu écrit par Shalom Shabazi (hébreu : שלום שבזי, arabe : سالم الشبزي), rabbin et poète yéménite du XVIIe siècle.
Mis en musique, il a notamment été interprété par la chanteuse israélienne d’origine yéménite, Ofra Haza dont la version remixée connaît un succès international en 1988. Dans cette version, les couplets sont chantés en anglais et en hébreu tandis que le refrain n’est interprété qu’en hébreu.
Le poème commence par ces mots :
| Hébreu               | Translittération          | Traduction                                  |
| -------------------- | ------------------------- | ------------------------------------------- |
| אם ננעלו דלתי נדיבים | Im ninʿalu daltei n'divim | Même si les portes du riche restent closes  |
| דלתי מרום לא ננעלו   | Daltei marom lo ninʿalu   | Les portes du ciel ne seront jamais fermées |

## Histoire
Le poème mis en musique est enregistré par les artistes israéliens Shoshana Damari en 1959 et Igal Bashan en 1975. Ofra Haza l'interprète à la télévision en 1978 avec le Shechunat Hatikva Workshop Theatre. En 1984, elle enregistre la chanson sur son album Yemenite Songs (Chants yéménites), intitulé également Fifty Gates of Wisdom (Les Cinquante Portes de la Sagesse),.
En 1987, le duo américain de hip-hop Eric B. and Rakim utilise, pour un remix du single Paid in Full, un échantillon de la voix d'Ofra Haza dans Im Nin'alu. Ce remix, produit par le duo britannique de musique électronique Coldcut, acquiert une renommée internationale.
C'est avec un remix de Im Nin'alu sorti en 1987, et qui apparait l'année suivante sur son album Shaday, qu'Ofra Haza rencontre le succès international. Cette version remixée, produite par Izhar Ashdot, atteint le top dix des hit-parades de différents pays et se classe même numéro un dans certains d’entre eux, notamment en Allemagne de l'Ouest, où elle demeure à cette place pendant 9 semaines. Au Royaume-Uni, Im Ninʿalu arrive numéro 15 du classement hebdomadaires des ventes de singles, aux États-Unis elle atteint le no 15 au classement du Billboard’s Hot Dance Club Play et le numéro 18 dans le classement du Modern Rock Tracks. Le single du remix est vendu à près de trois millions d’exemplaires à travers le monde, faisant de la chanson le premier grand succès international de la world music. Quoiqu’Ofra Haza offre d’Im Ninʿalu une interprétation personnelle et résolument moderne, cette interprétation demeure empreinte de la tradition yéménite dont la chanteuse est issue.
Ofra Haza enregistre une nouvelle version de Im Nin'alu qui sort en 1997 sur l'album simplement intitulé Ofra Haza. La chanson étant alors nommée Im Ninʿalu 2000.
Des remixes inédits de la chanson apparaissent sur la compilation Forever Ofra Haza: Her Greatest Songs Remixed sortie en 2008.
Im Ninʿalu a par ailleurs été intégrée à la bande son du jeu vidéo Grand Theft Auto: Liberty City Stories en 2005.

## Adaptation
La chanteuse française Hélène Ségara a enregistré Im Nin'alu sous le titre Où que j'aille sur son album Mon pays c'est la terre sorti en 2008.

## Classements hebdomadaires
| Classement (1988-89)                   | Meilleure place |
| -------------------------------------- | --------------- |
| Allemagne (GfK Entertainment)          | 1               |
| Autriche (Ö3 Austria Top 40)           | 2               |
| Belgique (Flandre Ultratop 50 Singles) | 14              |
| Espagne (AFYVE)                        | 1               |
| États-Unis (Modern Rock Tracks)        | 18              |
| États-Unis (Dance Club Songs)          | 15              |
| Europe (European Hot 100 Singles)      | 1               |
| Finlande (Suomen virallinen lista)     | 1               |
| France (SNEP)                          | 6               |
| Irlande (IRMA)                         | 16              |
| Italie (FIMI)                          | 23              |
| Norvège (VG-lista)                     | 1               |
| Pays-Bas (Single Top 100)              | 29              |
| Royaume-Uni (UK Singles Chart)         | 15              |
| Suède (Sverigetopplistan)              | 2               |
| Suisse (Schweizer Hitparade)           | 1               |

## Certifications
| Pays             | Certification | Unités certifiées |
| ---------------- | ------------- | ----------------- |
| Allemagne (BVMI) | Or            | 250 000           |
| France (SNEP)    | Argent        | 250 000           |
| Suède (GLF)      | Or            | 10 000            |